# David Bailie
David Bailie (Springs, 4 dicembre 1937 – 5 marzo 2021) è stato un attore sudafricano naturalizzato britannico.

## Biografia
Nato in Sudafrica, iniziò a frequentare la scuola in Swaziland e a 15 anni si trasferì con la famiglia nello Zimbabwe e nel 1960 si trasferì in Inghilterra dove iniziò la sua carriera di attore.

## Filmografia parziale
- Flame in the Streets, regia di Roy Ward Baker (1961)
- Tutte le donne del re (Henry VIII and His Six Wives), regia di Waris Hussein (1972)
- Il terrore viene dalla pioggia, regia di Freddie Francis (1973)
- Il figlio di Dracula (Son of Dracula), regia di Freddie Francis (1974)
- Legend of the Werewolf, regia di Freddie Francis (1975)
- Appuntamento con l'oro, regia di Freddie Francis (1977)
- Corsari, regia di Renny Harlin (1995)
- Giovanna d'Arco, regia di Luc Besson (1999)
- Il gladiatore, regia di Ridley Scott (2000)
- Attila, l'unno, regia di Dick Lowry - miniserie TV (2001)
- La maledizione della prima luna, regia di Gore Verbinski (2003)
- Pirati dei Caraibi - La maledizione del forziere fantasma (Pirates of the Caribbean: Dead Man's Chest), regia di Gore Verbinski (2006)
- Pirati dei Caraibi - Ai confini del mondo (Pirates of the Caribbean: At World's End), regia di Gore Verbinski (2007)
- I racconti del codice, regia di James Ward Byrkit (2011)
- Traveller, regia di Benjamin Johns (2013]
- October 1, regia di Kunle Afolayan (2014)
- The Timber, regia di Anthony O'Brien (2015)
- The Beyond, regia di Hasraf Dulull (2017)
- La casa di Jack (The House That Jack Built), regia di Lars von Trier (2018)
- In the Trap - Nella trappola, regia di Alessio Liguori (2019)